# Zagorica pri Dobrniču
Zagorica pri Dobrniču je naselje v občini Trebnje in krajevni skupnosti Dobrnič. Leži ob vznožju vinogradniške gorice Lisec (565 mnm). Nahaja se ob cesti Trebnje - Žužemberk, od Trebnjega je oddaljena 12 km, od Žužemberka 5 km in od Dobrniča 2 km.  Največ njiv se nahaja na zahodni strani proti Rupam, na jugu se razprostira vrtačast svet z grmičevjem, na vzhodu košenice, na pobočjih Ostrega vrha pa gozd. Jugovzhodno od Vrbovca je obzidana rupa Mišnica, kamor so speljali odtok poplavne vode z Dobrniške uvale na Globodolsko polje in naprej v Temenico.